# Epiphragma incisurale
Epiphragma incisurale är en tvåvingeart som beskrevs av Alexander 1932. Epiphragma incisurale ingår i släktet Epiphragma och familjen småharkrankar. Inga underarter finns listade i Catalogue of Life.